# Channing Tatum
Pour les articles homonymes, voir Tatum.
Channing Tatum, né le 26 avril 1980 à Cullman, (Alabama, États-Unis), est un acteur, danseur, mannequin, réalisateur et producteur américain.
Après avoir été révélé dans des productions pour adolescents — Sexy Dance (2005), Cher John (2010) et Je te promets (2012) — il s'impose commercialement avec le blockbuster G.I. Joe : Le Réveil du Cobra de Stephen Sommers en 2009 et la comédie d'action 21 Jump Street de Phil Lord et Chris Miller en 2012. La critique le reconnaît d'abord pour son incarnation de Pretty Boy Floyd dans Public Enemies, de Michael Mann (2009), puis surtout ses multiples collaborations avec Steven Soderbergh : Piégée, Magic Mike (2012) et Magic Mike XXL (2014), Effets secondaires (2013) et Logan Lucky (2017).
S'il participe à quelques projets d'autres grands cinéastes, notamment Les Huit Salopards (2015) de Quentin Tarantino et Ave, César ! (2016) de Joel et Ethan Coen, ses tentatives de lancer ses propres franchises de blockbusters se soldent toutes par des échecs : que ce soit dans l'action (White House Down) et la science-fiction (Jupiter : Le Destin de l'univers).

## Biographie

### Jeunesse
D'origines irlandaise, française et allemande, Channing Matthew Tatum est le fils de Kay (hôtesse de l'air) et de Glenn Tatum (ouvrier dans la construction). Il a une sœur, Paige Tatum[réf. nécessaire], ainsi qu'un demi-frère, Christopher Anderson[réf. nécessaire].
Il est élevé dans les bayous du Mississippi où sa famille déménage lorsqu'il a 6 ans. Enfant, il est quelque peu hyperactif, il est diagnostiqué alors avec des troubles de dyslexie ainsi que des troubles de l'attention et de l'hyperactivité,. Ainsi, ses parents lui font pratiquer différents sports tels que l'athlétisme, le baseball, le football ou encore le football américain, sport pour lequel il se découvre d'ailleurs une passion lorsqu'il est au lycée. Il obtient une bourse universitaire pour jouer dans l'équipe des West Virginia Mountaineers. Sa carrière sportive s'arrête lorsqu'il abandonne ses études,.
Il a également des compétences dans plusieurs sortes d'arts martiaux, pour lesquels il remporte diverses ceintures, mais aussi des talents de danseur, spécialement en hip-hop et breakdance. Channing Tatum travaille également dans la construction, la vente en animalerie, comme vendeur immobilier et dans un magasin de vêtements[réf. souhaitée].

### Carrière

#### Formation et débuts
En 2001, il déménage à Miami. Remarqué par le mensuel masculin Men's Health, il commence à 20 ans une carrière de mannequin. Ce statut lui offre la possibilité de travailler avec des grandes marques comme Abercrombie & Fitch, Dolce & Gabbana, Nautica, GAP, Emporio Armani, American Eagle, Pepsi ou encore Aeropostale. Il lui offre également l'occasion de travailler à Paris, Milan et New York où il déménage d'ailleurs en 2004, et de faire les couvertures de Vogue et Out magazine. Son charisme fait de lui un mannequin apprécié par les plus grandes agences mais Channing n'est pas particulièrement attiré par le monde de la mode et préfère se tourner vers une carrière d'acteur.
En 2004, il apparaît pour la première fois à la télévision dans un épisode de la série Les Experts : Miami.
Channing commence une formation d'acteur sous la direction d'Harold Guskin (en), au Dena Levy Acting Studio en 2005. Il fait ses débuts au cinéma aux côtés de Samuel L. Jackson dans le film Coach Carter, puis devient une arrogante superstar du cross dans le film Supercross. Il enchaîne avec un rôle de bad boy dans Jeux de gangs. Il accepte également la même année une petite figuration dans La Guerre des mondes de Steven Spielberg.
À partir de 2006, il parvient à se faire remarquer. Cette année-là, il partage l'affiche du film à succès She's the Man avec l'actrice Amanda Bynes, puis il joue dans le registre musical avec Sexy Dance, dans lequel il montre ses talents de danseur. C'est à l'occasion du tournage de ce film qu'il rencontre Jenna Dewan, qui deviendra sa femme. Il travaille ensuite pour la première fois avec le réalisateur Dito Montiel dans Il était une fois dans le Queens, aux côtés de Shia LaBeouf.
L'année suivante, il campe un soldat traumatisé par la guerre en Irak dans le film Stop-Loss, puis il joue dans Bataille à Seattle, aux côtés de Charlize Theron.

#### Progression difficile

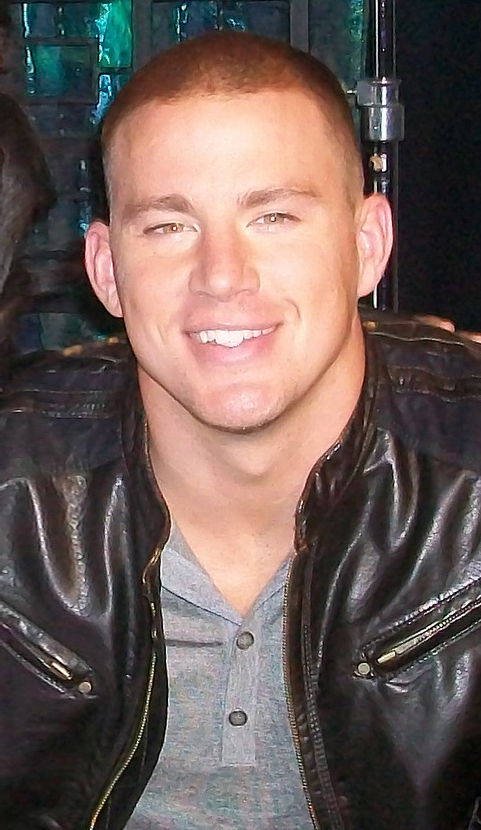
Tatum en avril 2009, à Beverly Hills, pour la promotion de Fighting.

L'année 2009 marque le premier tournant de sa carrière : Dito Montiel lui confie son premier rôle en tête d'affiche, celui du drame sportif Fighting, puis est pour la première fois associé à un grand cinéaste, Michael Mann, pour le thriller d'époque  Public Enemies, où il joue de son image en incarnant Pretty Boy Floyd, aux côtés de la star Johnny Depp. Mais la révélation commerciale arrive avec le blockbuster d'action G.I. Joe : Le Réveil du Cobra, adaptation cinématographique par Stephen Sommers du dessin animé à l'origine des célèbres figurines de Hasbro. Le film fonctionne commercialement, même s'il est très mal reçu par la critique.
L'acteur multiplie alors les expériences dans des registres divers : en 2010 : il joue le premier rôle masculin de l'adaptation cinématographique du roman de Nicholas Sparks, Cher John, dans lequel il campe une nouvelle fois un soldat, cette fois dans les forces spéciales, et amoureux d'une jeune femme incarnée par Amanda Seyfried. Cette romance réalisée par Lasse Hallström confirme la popularité de l'acteur auprès d'une partie du public, même s'il est très mal reçu par la critique.
En 2011, il joue un rôle secondaire dans la comédie Le Dilemme, de Ron Howard, avec Vince Vaughn et Kevin James dans les rôles principaux ; puis partage l'affiche du péplum L'Aigle de la Neuvième Légion, avec le britannique Jamie Bell, et sous la direction de Kevin Macdonald. Il retrouve ensuite Dito Montiel pour le polar violent Un flic pour cible, avec aussi Al Pacino, Ray Liotta, Katie Holmes et Juliette Binoche. Ces trois essais sont très mal reçus par la critique.
Il parvient enfin à participer à un projet qui convainc un peu la critique : en jouant le rôle principal de la comédie dramatique indépendante Ten Year de Jamie Linden, qui relate les retrouvailles d'un groupe d'étudiants dix ans après la fin de leurs études, et lui permet de donner de nouveau la réplique à son épouse Jenna Dewan. Le film est néanmoins un échec commercial.
En 2012, il est dans la comédie romantique Je te promets (The Vow) avec Rachel McAdams, Sam Neill, Scott Speedman et Jessica Lange qui raconte le drame que vit un couple après un terrible accident de voiture au cours duquel l'épouse a subi des troubles de la mémoire qui obligent son mari à devoir la reconquérir comme s'il ne la connaissait pas. Le film est un nouvel échec critique, mais confirme sa popularité auprès du public des drames romantiques. Mais son premier succès critique et commercial intervient avec la comédie d'action 21 Jump Street, adaptation de la série télévisée 21 Jump Street, réalisée par Phil Lord et Chris Miller. Le film sort sur les écrans américains le 16 mars 2012, et constitue un énorme succès surprise, déclenchant la mise en chantier d'une suite.

#### Confirmation critique

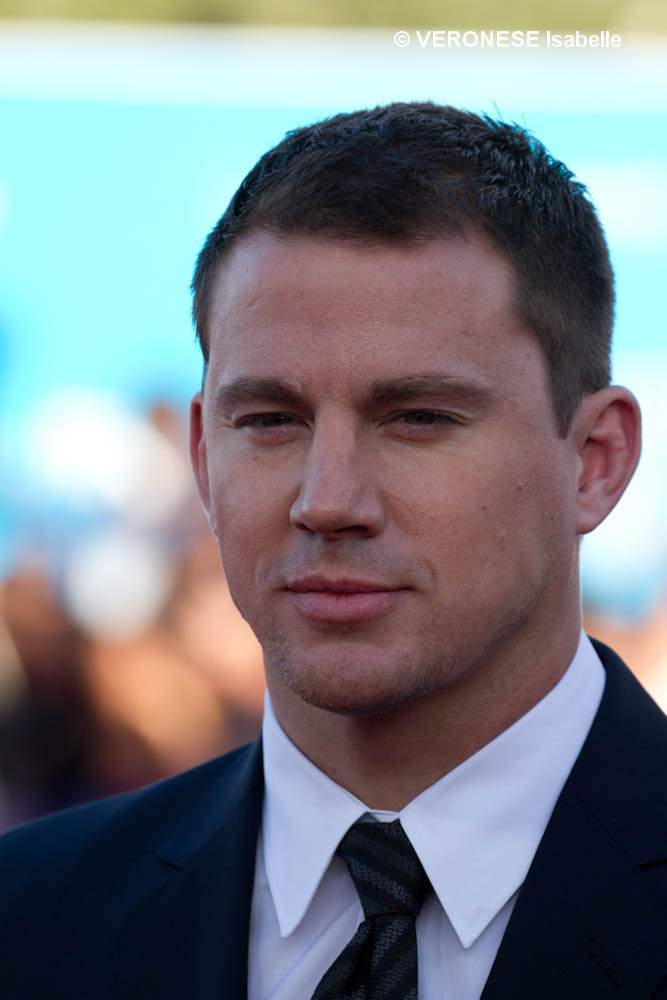
Channing Tatum au Festival du cinéma américain de Deauville 2013.

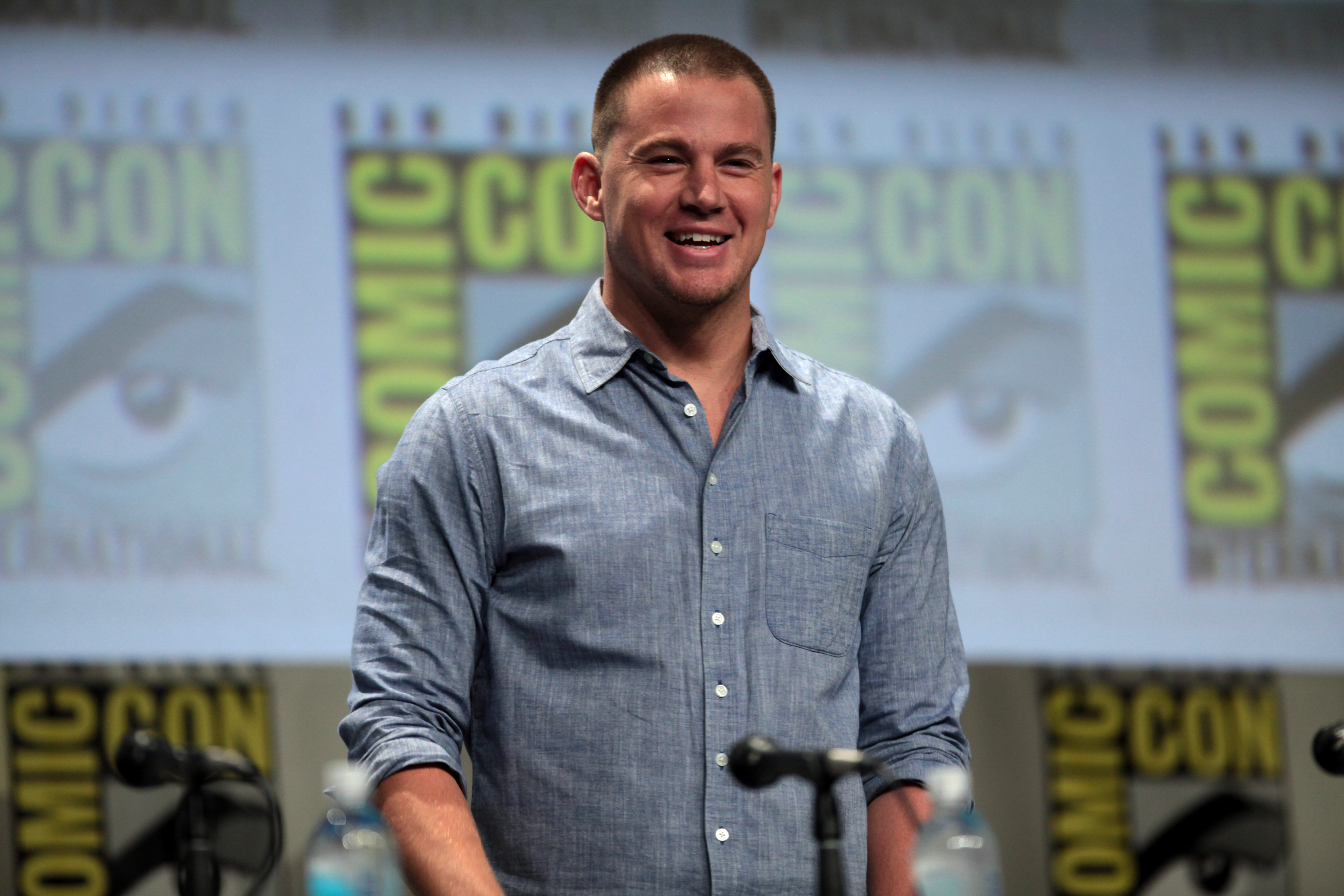
L'acteur au San Diego Comic-Con de 2014, pour la promotion de Jupiter : Le Destin de l'univers.

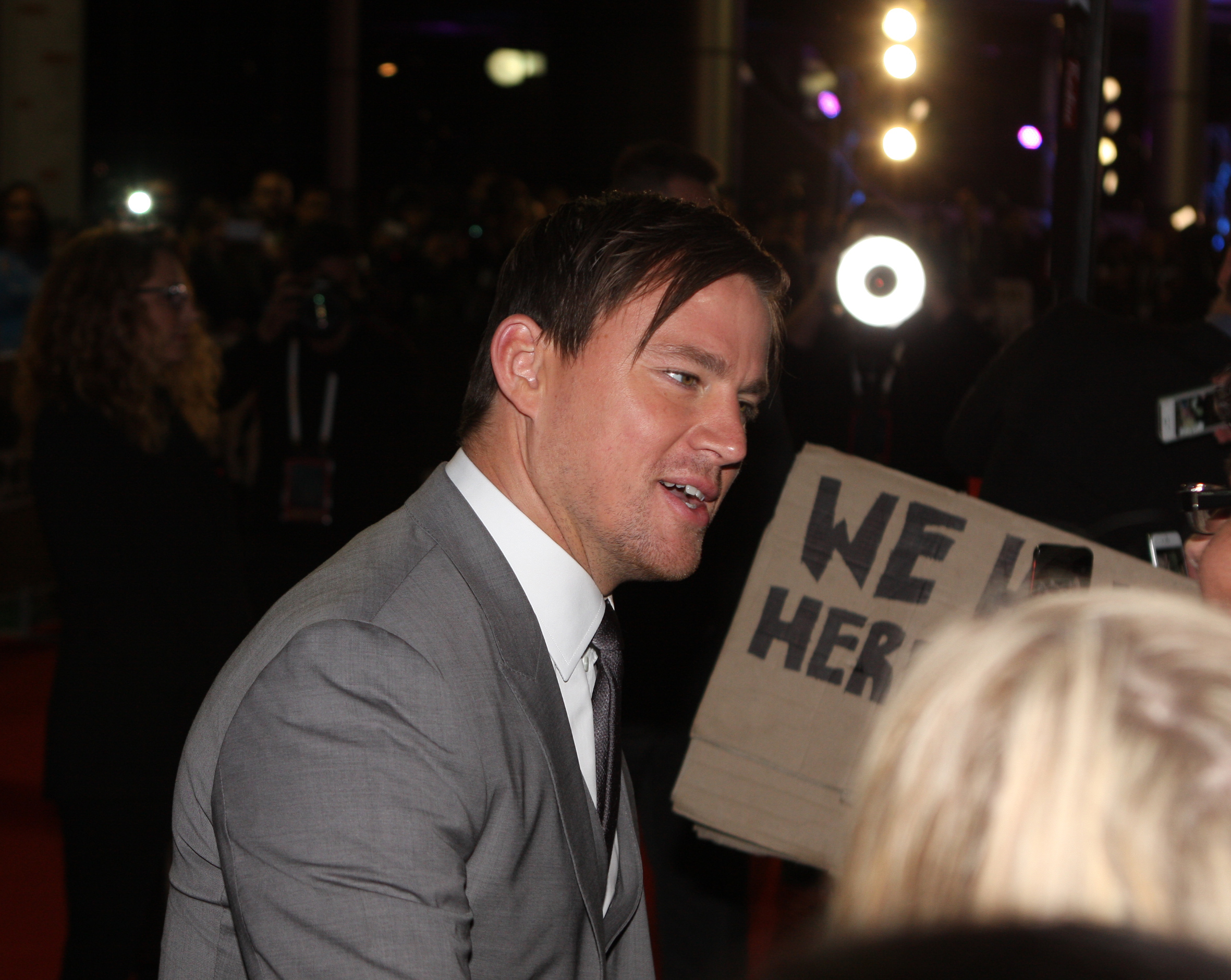
Tatum à l'avant-première de Magic Mike XXL, début 2015.

Mais cette année marque aussi le début d'une fructueuse collaboration avec l'acclamé réalisateur Steven Soderbergh : ce dernier lui confie d'abord un rôle dans son acclamé film d'action Piégée, puis lui propose de mettre en scène un projet personnel de l'acteur : Magic Mike est en effet inspiré de son bref passé de stripteaser. Si l'acteur est trop âgé pour jouer son propre rôle, il incarne le mentor de celui-ci, qui sera interprété par le jeune Alex Pettyfer. Le film est un autre succès commercial surprise, et parvient à largement convaincre la critique.
En 2013, il confirme son nouveau statut de star en faisant des caméos dans la comédie romantique noire Don Jon, première réalisation de l'acteur Joseph Gordon-Levitt, et la comédie potache C'est la fin, de Evan Goldberg et Seth Rogen. Et participe à des projets attendus : il tourne une troisième et dernière fois avec Steven Soderbergh pour le thriller psychologique Effets secondaires aux côtés de Jude Law, Rooney Mara et Catherine Zeta-Jones.
Quand sort la suite G.I. Joe : Conspiration, de Jon Chu, dans lequel son personnage de Duke est secondaire, l'acteur est ainsi devenu une star. Ce nouvel opus est un autre échec critique, mais Tatum tente déjà un autre projet dans la même veine :  Il partage l'affiche de  White House Down avec Jamie Foxx et Maggie Gyllenhaal, et sous la direction de l'expérimenté Roland Emmerich. Il y incarne John Cale, un agent du Secret Service. Le film divise beaucoup la critique, et échoue commercialement.
Parallèlement, Tatum est producteur exécutif avec James Lawler d'un pilote écrit et réalisé par le publicitaire K-Michel Parandi.
En 2014, il collabore deux fois avec Phil Lord et Chris Miller : d'abord en prêtant sa voix à Superman dans le film d'animation La Grande Aventure Lego, puis en reprenant son rôle de Greg Jenko dans la suite de 21 Jump Street, appelée 22 Jump Street avec son partenaire Jonah Hill. Les deux films sont des succès commerciaux. Il tourne également dans le registre dramatique, avec le biopic Foxcatcher, de Bennett Miller, dans lequel il interprète le champion de lutte Mark Schultz. Le long-métrage reçoit plusieurs nominations aux Oscars.
L'année 2015 est plus mitigée : sa collaboration avec les créatrices et réalisatrices de la trilogie Matrix, les Wachowski, le blockbuster de science-fiction Jupiter : Le Destin de l'univers, est un énorme échec commercial, et déçoit la critique. Et Magic Mike XXL, cette fois réalisé par Gregory Jacobs, ne parvient pas à réitérer le large succès critique et commercial du précédent opus. Il peut néanmoins compter sur le huitième film de Quentin Tarantino, The Hateful Eight, dont il incarne l'un des rôles principaux.
En 2016, il est à l'affiche de la comédie Ave, César ! de Joel et Ethan Coen. Il est prévu qu'il interprète le rôle-titre de Gambit, nouvel opus de la franchise X-Men.
En attendant, il tourne deux projets attendus : il retrouve d'abord Soderbergh qui fait son grand retour au cinéma, avec Logan Lucky. Puis il fait partie du quatuor de stars - avec  Julianne Moore, Jeff Bridges et Halle Berry recruté par Matthew Vaughn pour seconder le tandem Taron Egerton / Mark Strong dans la suite Kingsman : Le Cercle d'or. Les deux longs-métrages sortent en 2017.
En 2019, il prête sa voix au personnage de Superman dans le long métrage d'animation à succès La Grande Aventure Lego 2.
Il réalise ensuite son premier long métrage, Dog, coréalisé avec Reid Carolin. Le film sort début 2022 aux États-Unis et est plutôt bien accueilli par la presse américaine,.

### Autres activités
Channing et sa femme ont lancé leur propre société de production, 33 and Out. Ils ont produit et réalisé, avec quelques amis, un documentaire appelé Earth Made of Glass (en) qui raconte l'histoire du président rwandais Paul Kagame et du survivant du génocide Jean-Pierre Sagahutu. Le film a été sélectionné pour la première au Festival du film de TriBeCa et a connu un excellent accueil du public, il a été diffusé le jour même des 30 ans de Tatum.

### Vie privée

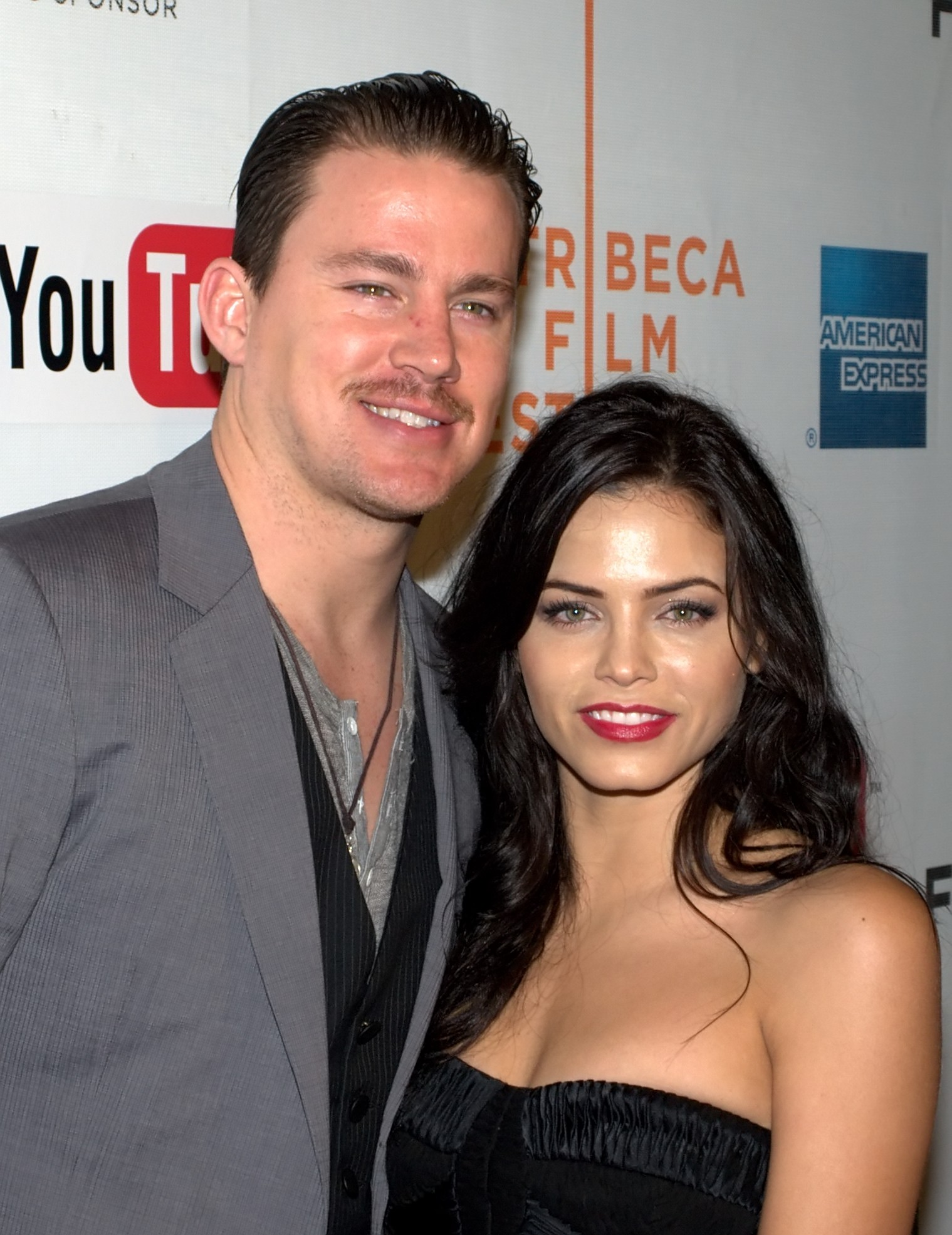
Channing et son ex-femme Jenna Dewan en février 2010.

En 2006, Channing Tatum devient le compagnon de l'actrice et danseuse américaine, Jenna Dewan - rencontrée sur le tournage du film Sexy Dance l'année précédente. Ils se fiancent en septembre 2008, puis se marient le 11 juillet 2009 à Malibu. Ensemble, ils ont une fille : Everly Elizabeth Maiselle Tatum (née le 31 mai 2013 à Londres). En avril 2018, ils annoncent leur séparation d'un commun accord après douze ans de vie commune et neuf ans de mariage. Leur divorce ayant été prononcé en novembre 2019, les parents obtiennent la garde alternée de leur fille,,.
Channing Tatum a ensuite partagé la vie de la chanteuse britannique Jessie J pendant deux ans,.
En août 2021, il partage la vie de l'actrice Zoë Kravitz. Le couple se sépare fin octobre 2024

## Filmographie

### Acteur

#### Cinéma
- 2005 : La Guerre des mondes (War of the Worlds) de Steven Spielberg : Figurant
- 2005 : Coach Carter de Thomas Carter : Jason Lyle
- 2005 : Supercross de Steve Boyum : Rowdy Spark
- 2005 : Jeux de gangs (Havoc) de Barbara Kopple : Nick
- 2006 : She's the Man de Andy Fickman : Duke Orsino
- 2006 : Sexy Dance (Step Up) de Anne Fletcher : Tyler Gage
- 2006 : Il était une fois dans le Queens (A Guide to Recognizing Your Saints) de Dito Montiel : Antonio, jeune
- 2008 : Sexy Dance 2 (Step Up 2) de Jon Chu : Tyler Gage
- 2008 : Stop-Loss de Kimberly Peirce : Steve Shriver
- 2008 : Bataille à Seattle (Battle in Seattle) de Stuart Townsend : Johnson
- 2009 : Public Enemies de Michael Mann : Pretty Boy Floyd
- 2009 : G.I. Joe : Le Réveil du Cobra (G.I. Joe: The Rise of Cobra) de Stephen Sommers : Conrad « Duke » Hauser
- 2009 : Fighting de Dito Montiel : Shawn McArthur
- 2010 : Cher John (Dear John) de Lasse Hallström : John Tyree
- 2011 : Le Dilemme (The Dilemma) de Ron Howard : Zip
- 2011 : L'Aigle de la Neuvième Légion (The Eagle) de Kevin Macdonald : Marcus Aquila
- 2011 : Un flic pour cible (The Son of No One) de Dito Montiel : Jonathan White
- 2011 : Piégée (Haywire) de Steven Soderbergh : Aaron
- 2012 : 10 ans déjà ! (Ten Years) de Jamie Linden : Jonathan
- 2012 : Je te promets (The Vow) de Michael Sucsy : Leo
- 2012 : 21 Jump Street de Phil Lord et Chris Miller : Greg Jenko
- 2012 : Magic Mike de Steven Soderbergh : Mike Lane « Magic Mike »
- 2013 : Don Jon de Joseph Gordon-Levitt : Movie star
- 2013 : Effets secondaires (Side Effects) de Steven Soderbergh : Martin Taylor
- 2013 : G.I. Joe : Conspiration (G.I. Joe: Retaliation) de Jon Chu : Conrad « Duke » Hauser
- 2013 : C'est la fin (This Is the End) de Evan Goldberg et Seth Rogen : lui-même
- 2013 : White House Down de Roland Emmerich : John Cale, agent du Secret Service (également coproducteur)
- 2014 : La Grande Aventure Lego (The Lego Movie) de Phil Lord et Chris Miller : Superman (voix originale)
- 2014 : 22 Jump Street de Phil Lord et Chris Miller : Greg Jenko (également producteur)
- 2014 : La Légende de Manolo (The Book of Life) de Jorge Gutiérrez : Joaquin (voix originale)
- 2014 : Foxcatcher de Bennett Miller : Mark Schultz
- 2015 : Jupiter : Le Destin de l'univers (Jupiter Ascending) de Lana et Andy Wachowski : Caine
- 2015 : Magic Mike XXL de Gregory Jacobs : Mike Lane « Magic Mike »
- 2015 : Les Huit Salopards (The Hateful Eight) de Quentin Tarantino : Jody
- 2016 : Ave, César ! (Hail, Caesar!) de Joel et Ethan Coen : Burt Gurney
- 2017 : Lego Batman, le film (The Lego Batman Movie) de Chris McKay : Superman (voix originale)
- 2017 : Logan Lucky de Steven Soderbergh : Jimmy Logan
- 2017 : Kingsman : Le Cercle d'or (Kingsman: The Golden Circle) de Matthew Vaughn : Agent Tequila
- 2018 : Yéti et Compagnie (Smallfoot) de Karey Kirkpatrick et Jason A. Reisig : Migo (voix)
- 2019 : La Grande Aventure Lego 2 (The Lego Movie 2: The Second Part) de Mike Mitchell et Trisha Gum : Superman (voix)
- 2021 : Free Guy de Shawn Levy : Revenjamin Buttons
- 2021 : America : Le Film (America: The Motion Picture) de Matt Thompson : George Washington (voix)
- 2022 : Dog de Reid Carolin et lui-même : Jackson Briggs
- 2022 : Le Secret de la Cité perdue (The Lost City) d'Aaron et Adam Nee : Alan Caprison / Dash McMahon
- 2022 : Bullet Train de David Leitch : un passager (non crédité)
- 2023 : Magic Mike : Dernière danse (Magic Mike's Last Dance) de Steven Soderbergh : Mike Lane dit « Magic Mike »
- 2024 : Blink Twice de Zoë Kravitz : Slater King
- 2024 : To The Moon (Fly Me to the Moon) de Greg Berlanti : Cole Davis
- 2024 : Deadpool et Wolverine (Deadpool and Wolverine) de Shawn Levy : Remy LeBeau / Gambit
- 2025 : Roofman de Derek Cianfrance : Jeffrey Manchester[19]
- 2025 : Alpha Gang de David Zellner et Nathan Zellner[20]

#### Télévision
- 2004 : Les Experts : Miami (CSI: Miami) : Bob Davenport (saison 3, épisode 2)
- 2014, 2019 : Star vs Wild : lui-même (saison 1, épisode 3 ; saison 5)
- 2014 : Les Simpson (The Simpsons) : lui-même (saison 25, épisode 9, voix originale)
- 2016 : Idiotsitter : Trick Malloy (saison 2, épisode 4)

#### Clips
- 2001 : She Bangs de Ricky Martin : le jeune homme avec une crête platine
- 2005 : Hope de Twista feat. Faith Evans
- 2006 : Give It Up to Me de Sean Paul featuring Keyshia Cole, au côté de Jenna Dewan pour la bande-originale de Sexy Dance
- 2006 : Get Up de Ciara featuring Chamillionaire, au côté de Jenna Dewan pour la bande-originale de Sexy Dance
- 2017 : Beautiful Trauma de P!nk : l'époux de P!nk

### Producteur
- 2010 : Earth Made of Glass de Deborah Scranton
- 2011 : 10 ans déjà (Ten Years) de Jamie Linden
- 2012 : 21 Jump Street de Phil Lord et Chris Miller
- 2012 : Magic Mike de Steven Soderbergh
- 2013 : White House Down de Roland Emmerich
- 2014 : 22 Jump Street de Phil Lord et Chris Miller
- 2015 : Magic Mike XXL de Gregory Jacobs
- 2017 : Comrade Detective (série télévisée), 3 épisodes
- 2017 : Logan Lucky de Steven Soderbergh
- 2017 : War Dog : A Soldier's Best Friend de Deborah Scranton
- 2018 : 6 Balloons de Marja-Lewis Ryan
- 2018-2019 : Step Up : High Water (série télévisée), 20 épisodes
- 2019 : Light Years de Colin Thompson 2019 : College (série télévisée)
- 2021 : America : Le Film (America: The Motion Picture) de Matt Thompson
- 2021 : Un papa hors pair (Fatherhood)
- 2021 : Finding Magic Mike (série télévisée), 7 épisodes
- 2023 : Magic Mike : Dernière danse (Magic Mike's Last Dance) de Steven Soderbergh
- 2024 : Spaceman de Johan Renck
- 2024 : Blink Twice de Zoë Kravitz

### Réalisateur
- 2022 : Dog (coréalisé avec Reid Carolin)

## Distinctions

### Récompenses
- 2006 : Teen Choice Awards du meilleur espoir dans une comédie romantique pour She's the Man (2005).
- 2006 : Festival international du film de Gijón de la meilleure distribution dans un drame pour Il était une fois dans le Queens (2005) partagé avec Shia LaBeouf, Martin Compston, Adam Scarimbolo et Peter Anthony Tambakis.
- Festival du film de Sundance 2006 : Lauréat du Prix Spécial du Jury de la meilleure distribution dans un drame pour Il était une fois dans le Queens (2005) partagé avec Shia LaBeouf, Martin Compston, Adam Scarimbolo et Peter Anthony Tambakis.
- 9e cérémonie des Teen Choice Awards 2007 : Meilleure scène de danse partagé avec Jenna Dewan Tatum dans un drame musical pour Sexy Dance (2006).
- 10e cérémonie des Teen Choice Awards 2008 : Meilleur acteur dans un drame de guerre pour Stop-Loss (2008).
- 12e cérémonie des Teen Choice Awards 2010 : Meilleur acteur dans un film d’aventure pour G.I. Joe : Le Réveil du Cobra (2010).
- 2011 : CinEuphoria Awards (es) du meilleur acteur dans un drame romantique pour Cher John (Dear John) (2010).
- 14e cérémonie des Teen Choice Awards 2012 : Meilleur acteur dans une comédie d’action pour 21 Jump Street (2012).
- 15e cérémonie des Teen Choice Awards 2013 : Meilleure star dans un film d’été dans un thriller d’action pour White House Down (2013).
- 24e cérémonie des Gotham Awards 2014 : Lauréat du Prix Spécial du Jury de la meilleure distributrice dans un drame biographique pour Foxcatcher (2014) partagé avec Steve Carell et Mark Ruffalo.
- 2014 : Hollywood Film Awards de la meilleure distributrice de l’année dans un drame biographique pour Foxcatcher (2014) partagé avec Steve Carell et Mark Ruffalo.
- 2014 : International Cinephile Society (ICS) Cannes Awards du meilleur acteur dans un drame biographique pour Foxcatcher (2014).
- 2014 : International Cinephile Society Awards du meilleur acteur dans un drame biographique pour Foxcatcher (2014).
- 2014 : Jupiter Award du meilleur acteur international dans un thriller d’action pour White House Down (2013).
- MTV Movie Awards 2014 : Lauréat du Prix Trailblazer.
- 16e cérémonie des Teen Choice Awards 2014 : Meilleure star dans un film d’été dans un thriller d’action pour 22 Jump Street (2014).
- 2014 : Young Hollywood Awards de la meilleure relation amicale partagée avec Jonah Hill.
- 30e cérémonie des Independent Spirit Awards 2015 : Lauréat du Prix Spécial de la meilleure distributrice dans un drame biographique pour Foxcatcher (2014) partagé avec Bennett Miller (Réalisateur/Producteur), E. Max Frye (Scénariste), Dan Futterman (Scénariste), Anthony Bregman (Producteur), Megan Ellison (Producteur), Jon Kilik (Producteur), Steve Carell (Acteur) et Mark Ruffalo (Acteur).
- 2015 : Hollywood Film Awards de la meilleure distributrice de l’année dans un drame pour Les Huit Salopards (The Hateful Eight) (2015) partagé avec Samuel L. Jackson, Kurt Russell, Jennifer Jason Leigh, Walton Goggins, Demián Bichir, Tim Roth, Michael Madsen, Bruce Dern et James Parks.
- 2015 : MTV Movie Awards de la meilleure performance comique dans une comédie d’action pour 22 Jump Street (2014).
- 17e cérémonie des Teen Choice Awards 2015 : Meilleure star dans un film d’été dans une comédie dramatique pour Magic Mike XXL (2015).
- 42e cérémonie des People's Choice Awards 2016 : Acteur de film préféré dans une comédie dramatique pour Magic Mike XXL (2015).
- 2017 : CinEuphoria Awards (es) de la meilleure distribution dans un drame pour Les Huit Salopards (The Hateful Eight) (2015) partagé avec Zoë Bell, Demián Bichir, Bruce Dern, Walton Goggins, Samuel L. Jackson, Jennifer Jason Leigh, Michael Madsen, James Parks, Tim Roth et Kurt Russell.

### Nominations
- 2006 : Teen Choice Awards du meilleur couple partagé avec Amanda Bynes dans une comédie romantique pour She's the Man (2005).
- 2006 : Gotham Independent Film Awards de la meilleure révélation masculine dans un drame pour Il était une fois dans le Queens (2005).
- 2007 : Film Independent Spirit Awards du meilleur acteur dans un second rôle dans un drame pour Il était une fois dans le Queens (2005).
- 9e cérémonie des Teen Choice Awards 2007 : Meilleur acteur dans un drame musical pour Sexy Dance (2006).
- 11e cérémonie des Teen Choice Awards 2009 : Meilleur acteur dans un drame pour Fighting (2008).
- MTV Movie Awards 2010 :
  - Meilleur acteur dans un drame romantique pour Cher John (Dear John) (2010).
  - Meilleure star dur à cuire dans un film d’action pour G.I. Joe : Le Réveil du Cobra (G.I. Joe: The Rise of Cobra) (2009).
- 12e cérémonie des Teen Choice Awards 2010 : 
  - Meilleur acteur dans un drame romantique pour Cher John (Dear John) (2010).
  - Meilleur couple partagé avec Amanda Seyfried dans un drame romantique pour Cher John (Dear John) (2010).
- MTV Movie Awards 2012 :
  - Meilleur combat partagé avec Jonah Hill dans une comédie d’action pour 21 Jump Street (2012).
  - Meilleur héros dans une comédie d’action pour 21 Jump Street (2012).
  - Meilleur baiser partagé avec Rachel McAdams dans un drame romantique pour Je te promets (The Vow) (2012).
  - Meilleur acteur dans un drame romantique pour Je te promets (The Vow) (2012).
- 2012 : NewNowNext Awards de l’acteur le plus hot dans une comédie dramatique pour Magic Mike (2012).
- 14e cérémonie des Teen Choice Awards 2012 : 
  - Meilleur acteur dans un drame romantique pour Je te promets (The Vow) (2012).
  - Meilleur acteur dans un film romantique pour Je te promets (The Vow) (2012).
  - Meilleur baiser partagé avec Rachel McAdams dans un film romantique pour Je te promets (The Vow) (2012).
  - Meilleure alchimie partagé avec Jonah Hill dans une comédie d’action pour 21 Jump Street (2012).
  - Meilleur combat partagé avec Jonah Hill dans une comédie d’action pour 21 Jump Street (2012).
  - Meilleur duo partagé avec Jonah Hill dans une comédie d’action pour 21 Jump Street (2012).
- 11e cérémonie des Central Ohio Film Critics Association Awards 2013 : Acteur de l’année dans une comédie d’action pour 21 Jump Street (2012), dans un thriller d’action pour Piégée (Haywire) (2011), dans un drame romantique pour Je te promets (The Vow) (2012) et dans une comédie dramatique pour Magic Mike (2012).
- 18e cérémonie des Critics' Choice Movie Awards 2013 : Meilleur acteur dans une comédie pour 21 Jump Street (2012).
- MTV Movie Awards 2013 :
  - Meilleur acteur dans une comédie dramatique pour Magic Mike (2012).
  - Meilleure performance torse nu dans une comédie dramatique pour Magic Mike (2012).
  - Meilleur moment musical dans une comédie dramatique pour Magic Mike (2012) partagé avec Joe Manganiello, Kevin Nash, Adam Rodriguez et Matt Bomer.
- 2013 : National Film Society Awards du meilleur duo partagé avec Jonah Hill dans une comédie d’action pour 21 Jump Street (2012).
- 39e cérémonie des People's Choice Awards 2013 :
  - Meilleure alchimie à l’écran partagé avec Rachel McAdams dans un drame romantique pour Je te promets (The Vow) (2012).
  - Acteur de film dramatique préféré dans une comédie dramatique pour Magic Mike (2012).
  - Acteur de film comique préféré dans une comédie d’action pour 21 Jump Street (2012).
  - Acteur de film préféré dans un drame romantique pour Je te promets (The Vow) (2012).
- 15e cérémonie des Teen Choice Awards 2013 : 
  - Meilleur voleur de scène dans un film d’action pour G.I. Joe : Conspiration (G.I. Joe: Retaliation) (2013).
  - Meilleur acteur dans un thriller d’action pour White House Down (2013).
  - Meilleure alchimie partagé avec Jamie Foxx dans un thriller d’action pour White House Down (2013).
- 2014 : MTV Movie Awards du meilleur moment WTF partagé avec Danny McBride dans une comédie fantastique pour C'est la fin (This Is the End) (2013).
- 40e cérémonie des People's Choice Awards 2014 :
  - Acteur de film préféré dans un thriller d’action pour White House Down (2013).
  - Star de film d’action préféré dans un thriller d’action pour White House Down (2013).
  - Acteur de film dramatique préféré dans une comédie fantastique pour C'est la fin (This Is the End) (2013).
- 16e cérémonie des Teen Choice Awards 2014 : Meilleur duo partagé avec Jonah Hill dans une comédie d’action pour 22 Jump Street (2014).
- 13e cérémonie des Central Ohio Film Critics Association Awards 2015 : Meilleure distribution dans un drame biographique pour Foxcatcher (2014) partagé avec Steve Carell, Mark Ruffalo, Vanessa Redgrave, Sienna Miller, Anthony Michael Hall, Guy Boyd, Brett Rice et Daniel Hilt.
- 20e cérémonie des Critics' Choice Movie Awards 2015 : Meilleur acteur dans une comédie pour 22 Jump Street (2014).
- 9e cérémonie des Detroit Film Critics Society Awards 2015 : Meilleure distributrice dans un drame pour Les Huit Salopards (The Hateful Eight) (2015) partagé avec Samuel L. Jackson, Kurt Russell, Jennifer Jason Leigh, Walton Goggins, Demián Bichir, Tim Roth, Michael Madsen, Bruce Dern et James Parks.
- 2015 : International Online Cinema Awards du meilleur acteur dans un drame biographique pour Foxcatcher (2014).
- 2015 : Kids' Choice Awards de la star masculine préférée dans un film d’aventure pour Jupiter : Le Destin de l'univers (Jupiter Ascending) (2015).
- MTV Movie Awards 2015 : 
  - Meilleur acteur dans un drame biographique pour Foxcatcher (2014).
  - Meilleure  performance torse nu dans un drame biographique pour Foxcatcher (2014).
  - Meilleur duo partagé avec Jonah Hill dans une comédie pour 22 Jump Street (2014).
- 41e cérémonie des People's Choice Awards 2015 :
  - Acteur de film préféré dans une comédie pour 22 Jump Street (2014).
  - Acteur de film comique préféré dans une comédie pour 22 Jump Street (2014).
  - Duo de film préféré partagé avec Jonah Hill dans une comédie pour 22 Jump Street (2014).
- 2015 : Phoenix Film Critics Society Awards de la meilleure distributrice dans un drame pour Les Huit Salopards (The Hateful Eight) (2015) partagé avec Samuel L. Jackson, Kurt Russell, Jennifer Jason Leigh, Walton Goggins, Demián Bichir, Tim Roth, Michael Madsen, Bruce Dern et James Parks.
- 2015 : San Diego Film Critics Society Awards de la meilleure distributrice dans un drame pour Les Huit Salopards (The Hateful Eight) (2015) partagé avec Samuel L. Jackson, Kurt Russell, Jennifer Jason Leigh, Walton Goggins, Demián Bichir, Tim Roth, Michael Madsen, Bruce Dern et James Parks.
- 14e cérémonie des Washington DC Area Film Critics Association Awards 2015 : Meilleure distributrice dans un drame pour Les Huit Salopards (The Hateful Eight) (2015) partagé avec Samuel L. Jackson, Kurt Russell, Jennifer Jason Leigh, Walton Goggins, Demián Bichir, Tim Roth, Michael Madsen, Bruce Dern et James Parks.
- 17e cérémonie des Teen Choice Awards 2015 : Meilleur acteur dans un film d’aventure pour Jupiter : Le Destin de l'univers (Jupiter Ascending) (2015).
- 2016 : All Def Movie Awards de l’acteur le plus susceptible de voler votre fille.
- 21e cérémonie des Critics' Choice Movie Awards 2016 : Meilleure distribution dans un drame pour Les Huit Salopards (The Hateful Eight) (2015) partagé avec Samuel L. Jackson, Kurt Russell, Jennifer Jason Leigh, Walton Goggins, Demián Bichir, Tim Roth, Michael Madsen, Bruce Dern et James Parks.
- 14e cérémonie des Central Ohio Film Critics Association Awards 2016 : Meilleure distributrice dans un drame pour Les Huit Salopards (The Hateful Eight) (2015) partagé avec Samuel L. Jackson, Kurt Russell, Jennifer Jason Leigh, Walton Goggins, Demián Bichir, Tim Roth, Michael Madsen, Bruce Dern et James Parks.
- 2016 : Gold Derby Awards de la meilleure distributrice dans un drame pour Les Huit Salopards (The Hateful Eight) (2015) partagé avec Samuel L. Jackson, Kurt Russell, Jennifer Jason Leigh, Walton Goggins, Demián Bichir, Tim Roth, Michael Madsen, Bruce Dern et James Parks.
- 2016 : International Cinephile Society Awards de la meilleure distributrice dans un drame pour Les Huit Salopards (The Hateful Eight) (2015) partagé avec Samuel L. Jackson, Kurt Russell, Jennifer Jason Leigh, Walton Goggins, Demián Bichir, Tim Roth, Michael Madsen, Bruce Dern et James Parks.
- 42e cérémonie des People's Choice Awards 2016 : Acteur de film dramatique préféré dans un drame biographique pour Foxcatcher (2014).
- 36e cérémonie des Razzie Awards 2016 : Pire acteur dans un film d’aventure pour Jupiter : Le Destin de l'univers (Jupiter Ascending) (2015).
- 2016 : Seattle Film Critics Awards de la meilleure distributrice dans un drame pour Les Huit Salopards (The Hateful Eight) (2015) partagé avec Samuel L. Jackson, Kurt Russell, Jennifer Jason Leigh, Walton Goggins, Demián Bichir, Tim Roth, Michael Madsen, Bruce Dern et James Parks.
- 43e cérémonie des People's Choice Awards 2017 : Collaboration comique préférée dans une émission télévisée pour Lip Sync Battle (2015-).
- 32e cérémonie des Kids' Choice Awards 2019 : Doublage préférée dans une comédie d'animation pour Yéti et Compagnie (Smallfoot) (2018).

## Voix francophones
En France, Adrien Antoine et  Axel Kiener, sont les voix françaises régulières en alternance de Channing Tatum. Donald Reignoux, et Stanislas Forlani l'ont également doublé respectivement à sept et trois reprises.
Au Québec, Frédérik Zacharek est la voix québécoise régulière de l'acteur.